# (22913) Brockman
Brockman (asteroide n.º 22913) es un asteroide del cinturón principal. Posee una excentricidad de 0.11756280 y una inclinación de 2.06612º.
Este asteroide fue descubierto el 4 de octubre de 1999 por LINEAR en Socorro.